# فريدا ستارك
فريدا ستارك (بالإنجليزية: Freda Stark)‏ هي راقصة نيوزيلندية، ولدت في 27 مارس 1910 في Kaeo ‏ في نيوزيلندا، وتوفيت في 19 مارس 1999 في Massey, New Zealand ‏ في نيوزيلندا.